# هجرس لوي
هجرس لوي (الاسم العلمي:Cercopithecus lowei) (بالإنجليزية: Lowe's Mona Monkey)‏ هو نوع من الحيوانات يتبع جنس الهجرس من فصيلة سعادين العالم القديم.